# 揚川隧道
揚川隧道（あげかわずいどう、揚川トンネル）は、新潟県東蒲原郡阿賀町黒岩にある国道49号（重複：国道459号）のトンネルである。2013年（平成25年）以降は通行止めとなっている。

## 概要

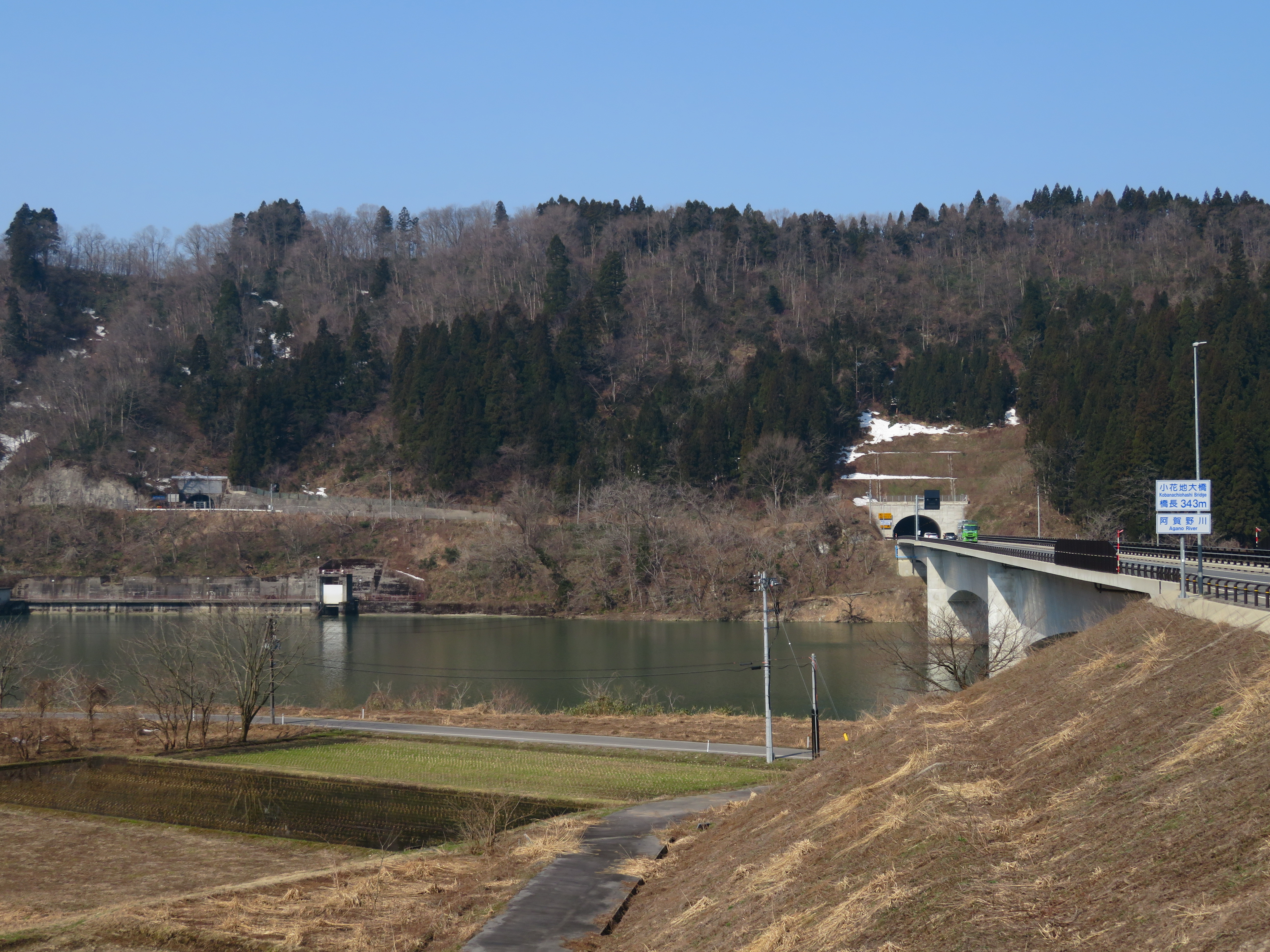
黒岩トンネル（写真右側）、揚川隧道（写真左側）

阿賀町黒岩地内を通る延長266 m、車道幅員5.5 m、限界高4.5 m、車道は2車線のトンネルで、自転車歩行者道は併設されていない。
揚川トンネルが開通するまでの本区間は、三川村谷花地内の阿賀野川右岸沿いの急峻な斜面に沿った箇所を経由する、単車線の狭隘区間であった。この危険箇所を回避するため、1960年代の一次改築事業によるバイパス道路の整備の一環で、揚川トンネルはこの区間の北側を経由する位置で1961年に竣工した。
だが、当時の道路規格は現在の車両規格にはそぐわなくなっており、トンネル内は非常に狭隘で充分な道路幅員が確保されていないため、大型車の行き違いが困難となっている他、トンネル入口に車体上部を接触させる事故も発生していた。またトンネル前後の線形は極めて厳しい急カーブとなっており、会津若松側が曲率半径40 m、新潟側も曲率半径50 mとほぼ直角に近い。このため、高さ3.5 m以上の車両はトンネルの通行が禁止されており、事前に磐越自動車道などへ迂回する必要があった。
国土交通省新潟国道事務所ではこれらの厳しい線形区間を回避するため、1978年度（昭和53年度）から事業を行っていた「揚川改良」の抜本対策として、阿賀野川左岸側の山間部を経由する道路の整備を進め、2013年（平成25年）3月30日に全線供用開始した。これに伴い、揚川トンネルは全面通行止となった。

## 歴史
- 1961年（昭和36年） - 二級国道115号新潟平線の道路トンネルとして開通
- 1963年（昭和38年） - 一級国道49号に昇格
- 2013年（平成25年）3月30日 - 「揚川改良」供用開始に伴い、全面通行止め。

## 国道49号（旧道）のトンネル
（←いわき市） 本尊岩隧道（新潟県東蒲原郡阿賀町） - 揚川隧道（新潟県東蒲原郡阿賀町） - 五十島トンネル（新潟県東蒲原郡阿賀町） （新潟市→）